# L’Honor-de-Cos
L’Honor-de-Cos település Franciaországban, Tarn-et-Garonne megyében. Lakosainak száma 1608 fő (2022. január 1.). L’Honor-de-Cos Montauban, Albias, Lamothe-Capdeville, Mirabel, Piquecos és Puycornet községekkel határos.

## Népesség
A település népessége az elmúlt években az alábbi módon változott:
| Lakosok száma | 1545 | 1558 | 1602 | 1577 | 1578 | 1587 | 1600 | 1606 | 1608 |
|               | 2013 | 2015 | 2016 | 2017 | 2018 | 2019 | 2020 | 2021 | 2022 |